# Elecciones municipales de Ica de 2010
Las elecciones municipales de Ica de 2010 se llevaron a cabo el 3 de octubre de 2010 para elegir al alcalde y al Concejo Provincial de Ica para el periodo 2011-2014. La elección se celebró simultáneamente con elecciones regionales y municipales (provinciales y distritales) en todo el Perú.

## Sistema electoral
La Municipalidad Provincial de Ica es el órgano administrativo y de gobierno de la provincia de Ica. Está compuesta por el alcalde y el Concejo Provincial.
La votación del alcalde y el concejo se realiza en base al sufragio universal, que comprende a todos los ciudadanos nacionales mayores de dieciocho años, empadronados y residentes en la provincia de Ica y en pleno goce de sus derechos políticos, así como a los ciudadanos no nacionales residentes y empadronados en la provincia de Ica.
El Concejo Provincial de Ica está compuesto por 13 regidores elegidos por sufragio directo para un período de cuatro (4) años, en forma conjunta con la elección del alcalde (quien lo preside). La votación es por lista cerrada y bloqueada. Se asigna a la lista ganadora los escaños según el método d'Hondt o la mitad más uno, lo que más le favorezca.

## Composición del Concejo Provincial de Ica
La siguiente tabla muestra la composición del Concejo Provincial de Ica antes de las elecciones.
| Partidos | Partidos                        | Regidores |
| -------- | ------------------------------- | --------- |
|          | Partido Regional de Integración | 8         |
|          | Partido Aprista Peruano         | 3         |
|          | Unidos por Ica                  | 2         |

## Partidos y candidatos
A continuación se muestra una lista de los principales partidos y alianzas electorales que participaron en las elecciones:
| Candidatura | Candidatura | Partidos y alianzas                                                                            | Candidatos | Candidatos                  | Ideología                                                          | Resultado previo | Resultado previo | Ref. |
| Candidatura | Candidatura | Partidos y alianzas                                                                            | Candidatos | Candidatos                  | Ideología                                                          | Votos (%)        | Reg.             | Ref. |
| ----------- | ----------- | ---------------------------------------------------------------------------------------------- | ---------- | --------------------------- | ------------------------------------------------------------------ | ---------------- | ---------------- | ---- |
|             | PRI         | Lista - Partido Regional de Integración (PRI)                                                  |            | Mariano Nacimiento Quispe   | Regionalismo iqueño                                                | 32.88%           | 8                |      |
|             | APRA        | Lista - Partido Aprista Peruano (APRA)                                                         |            | Luis Fernández Prada        | Aprismo                                                            | 25.53%           | 3                |      |
|             | FREPROI     | Lista - Frente Regional Progresista Iqueño (FREPROI)                                           |            | Carlos Ramos Loayza         | Regionalismo iqueño                                                | 17.37%           | 1                |      |
|             | UPP         | Lista - Unión por el Perú (UPP)                                                                |            | Javier Salvatierra Cabezudo | Nacionalismo de izquierda Socialdemocracia                         | 5.41%            | 0                |      |
|             | AP          | Lista - Acción Popular (AP)                                                                    |            | Francisco Massa Pardo       | Humanismo Nacionalismo cívico Reformismo                           | 4.89%            | 0                |      |
|             | PP–PPC      | Lista - Alianza Unidad Regional (PP–PPC) – Perú Posible (PP) – Partido Popular Cristiano (PPC) |            | Wesley Luján Morón          | Socioliberalismo Democracia cristiana Tercera vía                  | 3.75%            | 1                |      |
|             | SP          | Lista - Somos Perú (SP)                                                                        |            | Jesús Vara Morón            | Democracia cristiana Conservadurismo social                        | Nuevo            | Nuevo            |      |
|             | APP         | Lista - Alianza para el Progreso (APP)                                                         |            | Luis Vásquez Mendoza        | Liberalismo económico Conservadurismo liberal Populismo de derecha | Nuevo            | Nuevo            |      |
|             | FDP         | Lista - Fonavistas del Perú (FDP)                                                              |            | Emilio Ruiz Grandez         | Socialismo Nacionalismo de izquierda Ecologismo                    | Nuevo            | Nuevo            |      |
|             | F2011       | Lista - Fuerza 2011 (F2011)                                                                    |            | Luis Jhong Raffo            | Fujimorismo Conservadurismo social Populismo de derecha            | Nuevo            | Nuevo            |      |
|             | ARI         | Lista - Alianza Regional Independiente (ARI)                                                   |            | Walter Acosta Peña          | Regionalismo iqueño                                                | Nuevo            | Nuevo            |      |

## Resultados

### Sumario general
|                                                                                              |                                             |              |              |              |           |           |  |  |
| Partidos y coaliciones                                                                       | Partidos y coaliciones                      | Voto popular | Voto popular | Voto popular | Regidores | Regidores |  |  |
| Partidos y coaliciones                                                                       | Partidos y coaliciones                      | Votos        | %            | ±pp          | Total     | +/−       |  |  |
|                                                                                              | Partido Regional de Integración (PRI)       | 57,113       | 32.11        | –0.77        | 8         | ±0        |  |  |
|                                                                                              | Frente Regional Progresista Iqueño (FREPOI) | 41,818       | 23.51        | n/a          | 2         | +1        |  |  |
|                                                                                              | Fuerza 2011 (F2011)                         | 32,513       | 18.28        | Nuevo        | 2         | +2        |  |  |
|                                                                                              | Partido Aprista Peruano (APRA)              | 23,885       | 13.43        | –12.10       | 1         | –2        |  |  |
|                                                                                              | Fonavistas del Perú (FDP)                   | 5,860        | 3.29         | Nuevo        | 0         | ±0        |  |  |
|                                                                                              | Acción Popular (AP)                         | 4,813        | 2.71         | –2.18        | 0         | ±0        |  |  |
|                                                                                              | Unión por el Perú (UPP)                     | 3,646        | 2.05         | –3.36        | 0         | ±0        |  |  |
|                                                                                              | Alianza para el Progreso (APP)              | 3,392        | 1.91         | Nuevo        | 0         | ±0        |  |  |
|                                                                                              | Alianza Unidad Regional (PPC–PP)1           | 2,806        | 1.58         | –2.17        | 0         | –1        |  |  |
|                                                                                              | Somos Perú (SP)                             | 1,405        | 0.79         | n/a          | 0         | ±0        |  |  |
|                                                                                              | Alianza Regional Independiente (ARI)        | 641          | 0.36         | Nuevo        | 0         | ±0        |  |  |
|                                                                                              |                                             |              |              |              |           |           |  |  |
| Total                                                                                        | Total                                       | 177,892      |              |              | 13        | ±0        |  |  |
|                                                                                              |                                             |              |              |              |           |           |  |  |
| Votos válidos                                                                                | Votos válidos                               | 177,892      | 86.96        | –3.21        |           |           |  |  |
| Votos en blanco                                                                              | Votos en blanco                             | 12,785       | 6.25         | +1.88        |           |           |  |  |
| Votos nulos                                                                                  | Votos nulos                                 | 13,895       | 6.79         | +1.33        |           |           |  |  |
| Votos emitidos                                                                               | Votos emitidos                              | 204,572      | 88.97        | –0.96        |           |           |  |  |
| Abstenciones                                                                                 | Abstenciones                                | 25,374       | 11.03        | +0.96        |           |           |  |  |
| Votantes registrados                                                                         | Votantes registrados                        | 229,946      |              |              |           |           |  |  |
|                                                                                              |                                             |              |              |              |           |           |  |  |
| Fuente:                                                                                      |                                             |              |              |              |           |           |  |  |
| Notas al pie: 1 Comparado con los resultados de Perú Posible (PP) en las elecciones de 2006. |                                             |              |              |              |           |           |  |  |
| Notas al pie:                                                                                |                                             |              |              |              |           |           |  |  |
| 1 Comparado con los resultados de Perú Posible (PP) en las elecciones de 2006.               |                                             |              |              |              |           |           |  |  |

## Elecciones municipales distritales

### Resultados por distrito
La siguiente tabla enumera el control de los distritos de la provincia de Ica. El cambio de mando de una organización política se resalta del color de ese partido.
| Distrito                | Alcalde(sa) titular        | Partido político | Partido político                | Alcalde(sa) electo(a)      | Partido político | Partido político                |
| ----------------------- | -------------------------- | ---------------- | ------------------------------- | -------------------------- | ---------------- | ------------------------------- |
| La Tinguiña             | Rubén Velásquez Serna      |                  | Partido Regional de Integración | Pablo Camargo Pillihuamán  |                  | Partido Regional de Integración |
| Los Aquijes             | Carlos Osorio Vargas       |                  | Partido Aprista Peruano         | Carlos Osorio Vargas       |                  | Partido Aprista Peruano         |
| Ocucaje                 | Luis Guevara Uchuya        |                  | Partido Regional de Integración | Pablo Albites Vicente      |                  | Fuerza 2011                     |
| Pachacútec              | Ángel Palomino Ramos       |                  | Unidos por Ica                  | José Salas Cahua           |                  | Frente Regional Progresista     |
| Parcona                 | Javier Gallegos Barrientos |                  | Partido Regional de Integración | Javier Gallegos Barrientos |                  | Partido Regional de Integración |
| Pueblo Nuevo            | Julio Condori Flores       |                  | Partido Regional de Integración | Julio Condori Flores       |                  | Partido Regional de Integración |
| Salas                   | Juan Quijandria Lavarello  |                  | Partido Regional de Integración | Javier Fernández Matta     |                  | Salas Imagen y Desarrollo       |
| San José de los Molinos | Félix Escobar Huamancayo   |                  | Partido Regional de Integración | Jorge Pérez Hernández      |                  | Fuerza 2011                     |
| San Juan Bautista       | Jorge Quispe Saavedra      |                  | Partido Aprista Peruano         | Jorge Quispe Saavedra      |                  | Partido Aprista Peruano         |
| Santiago                | Ismael Carpio Solís        |                  | Partido Regional de Integración | Ismael Carpio Solís        |                  | Frente Regional Progresista     |
| Subtanjalla             | Félix León Florián         |                  | Partido Regional de Integración | Julio Pecho García         |                  | Partido Aprista Peruano         |
| Tate                    | Walter Baldiño Ascencio    |                  | Unidos por Ica                  | Félix Ramos Peña           |                  | Frente Regional Progresista     |
| Yauca del Rosario       | Pelagio Ramos Valencia     |                  | Partido Regional de Integración | Huilber Quispe Vilca       |                  | Fuerza 2011                     |